# Apollo Bay
Apollo Bay – miasto w Australii, w stanie Wiktoria.